# گمینا گژمیانتسا
گمینا گژمیانتسا (به لهستانی:  Gmina Grzmiąca) یک گمینا در لهستان است که در شهرستان شچچینک واقع شده‌است. گمینا گژمیانتسا ۲۰۴٫۴۹ کیلومتر مربع مساحت و ۵٬۰۱۲ نفر جمعیت دارد.